# Arjan Brass
Arjan Brass (Delft, 11 juni 1956 - Nieuwegein, 28 december 2007) was een Nederlandse zanger, pianist en saxofonist. Hij is vooral bekend van zijn hit Leonie uit 1976.

## Levensloop
Brass groeide op in Utrecht (Kanaleneiland). Al vroeg was hij geïnteresseerd in muziek. Als peuter 'trommelde' hij mee met straatmuzikanten. Hij ging op blokfluit- en vanaf zijn negende ook op klarinetles. Later volgde hij het conservatorium. In die tijd zat hij in verscheidene Utrechtse bandjes. Zo speelde hij eind jaren 60 saxofoon en piano bij soulband The First Six. Daarna ging hij naar The Fashions, in 1970 naar de The Statues en later naar Soul Fire. Begin jaren 70 ontplooide Brass zich in verschillende richtingen en ging hij werken als sessiemuzikant. Zo heeft hij bijvoorbeeld een aantal jingles ingespeeld, speelde hij bij het Loosdrecht Kwartet en zong hij bij de in 1974 heropgerichte Ramblers.
In 1973 werd Brass door diskjockey Chiel van Praag ontdekt en verscheen zijn eerste single Tomorrow, een nummer dat hij zelf had geschreven. Hoewel het nummer wel op Hilversum 3 gedraaid werd, werd het weinig verkocht en raakte Brass snel weer in de vergetelheid. Eind 1976 kwam hij echter met een opvolger. Het nummer Leonie over een verloren liefde, werd enthousiast ontvangen en kwam tot de twintigste plaats in de Nederlandse Top 40 en de achttiende plaats in de Nationale Hitparade. Een kleine twee maanden daarna nam hij deel aan het Nationaal Songfestival 1977, de Nederlandse voorronde voor het Eurovisiesongfestival. Brass nam deel met het nummer Annabelle, waarvan zijn producer Harm Breemer de tekst had geschreven. Annabelle kreeg uiteindelijk 4 punten en eindigde een-na-laatst. Het had zijn carrière geen goed gedaan, want het in hetzelfde jaar uitgebrachte debuutalbum Just a little song to you verkocht matig. Eind 1977 werd het nummer Samuel op single uitgebracht en haalde het de Tipparade. All You Left kwam in de Nationale Hitparade nog op #81 terecht.
Na 1977 heeft Brass zich voornamelijk toegelegd op het componeren voor andere artiesten en gewerkt als sessiemuzikant en achtergrondzanger. Zo kwam zijn naam onder andere terecht op langspeelplaten van De Troetelbeertjes en Dr. Snuggles. In 1991 bracht Brass nog één cd uit met populaire hits als Nothing compares 2 u, Verdammt, ich lieb' Dich en Unchained melody, uitgevoerd in een saxofoonarrangement.
Eind 2007 overleed Arjan Brass op 51-jarige leeftijd in zijn woonplaats Nieuwegein. Op 2 januari 2008 werd hij gecremeerd.

## Discografie

### Singles
| Single met eventuele hitnotering(en) in de Nederlandse Top 40 | Datum van verschijnen | Datum van binnenkomst | Hoogste positie | Aantal weken | Opmerkingen                      |
| ------------------------------------------------------------- | --------------------- | --------------------- | --------------- | ------------ | -------------------------------- |
| Leonie                                                        |                       | 4-12-1976             | 20              | 7            | Nr. 18 in de Nationale Hitparade |
| Samuel                                                        |                       | 17-12-1977            | tip             |              |                                  |
| All You Left                                                  |                       | 23-01-1988            | 81              | 6            | in de Nationale Hitparade        |

### NPO Radio 2 Top 2000
| Nummer met noteringen in de NPO Radio 2 Top 2000 | '99  | '00 | '01  | '02  | '03  |
| ------------------------------------------------ | ---- | --- | ---- | ---- | ---- |
| Leonie                                           | 1738 | -   | 1511 | 1813 | 1921 |

1. ↑  Een '-' betekent dat het nummer niet was genoteerd en een vetgedrukt getal geeft de hoogste notering aan.
2. ↑  Deze tabel is bijgewerkt tot en met de laatste editie (2024).